# Đầm lầy cây thân gỗ

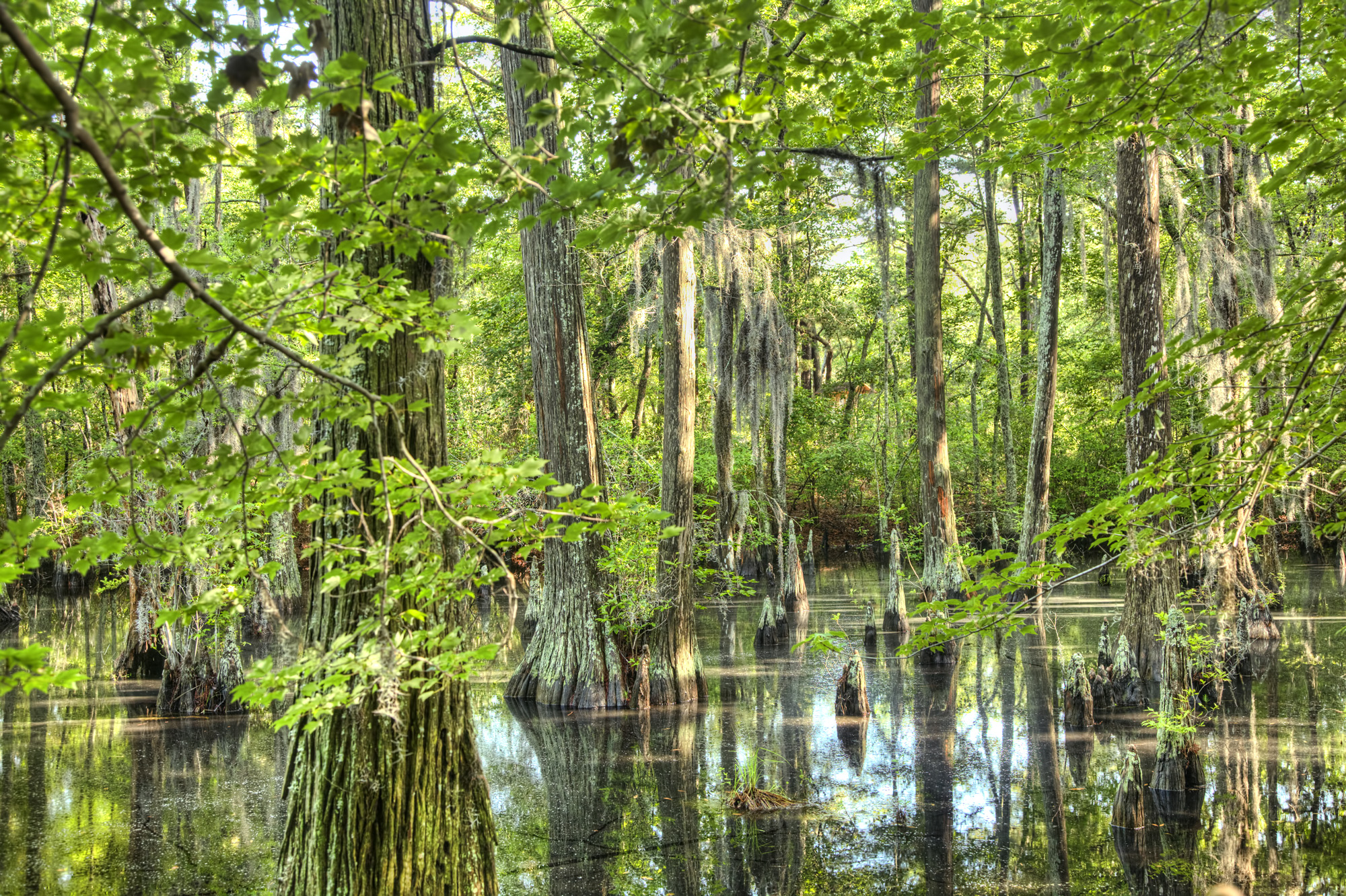
Một đầm lầy cây thân gỗ ở Mỹ

Đầm lầy cây thân gỗ là một vùng đất ngập nước đã biến thành rừng với hoặc một khu vực được hình thành do lũ lụt mà nước đọng lại chưa thể thoát được, đây là một kiểu hệ sinh thái và có cấu trúc đất mềm, địa hình lõm hoặc những chỗ lồi lõm, đất khô xen lẫn đất ướt. Đầm lầy thường được bao phủ bởi thảm thực vật thủy sinh, hoặc thảm thực vật có khả năng chịu đựng ngập lụt, ngâm nước. Nguồn nước và độ sâu của đầm lầy hơn các vùng đồng lầy hay bãi lầy trong các vùng đất ngập nước.

## Đặc điểm
Nước ở đầm lầy có thể là nước ngọt (nếu những đầm lầy được hình thành tại gần các lưu vực sông), nước lợ hoặc nước biển (nếu đầm lầy hình thành gần các cửa sông, cửa biển). Đặc trưng phổ biến của đầm lầy là ao tù nước đọng, úng ngập vì đây là những vùng nước thoát chậm. Chúng thường được hình thành liền kế với những con sông hoặc hồ.
Đôi khi dưới những lớp đất ở đầm lầy có những mạch nước nầy giữ cát, bùn và các tạp chất lơ lửng một lớp (có khi) rất mỏng, thường gặp những nơi như thế nầy ở vùng đầm lầy nhiệt đới. Đất ở đầm lầy xốp, mềm, đi đứng khó khăn, ở đó còn có những chỗ có sức lún, nếu người hay động vật lọt vào mà không biết cách tự cứu, có thể bịt dìm chết. Ở một số vùng đầm lầy lớn có hệ sinh thái phong phú thường có nhiều loại động vật hoang dã có thể gây hại cho con người như trăn, rắn, cá sấu....
Tại Bắc Mỹ, đầm lầy thường bao gồm một số lượng lớn thảm thực vật cây thân gỗ, nhưng ở nơi khác chẳng hạn như trong đầm lầy châu Phi chiếm ưu thế bởi giấy cói.

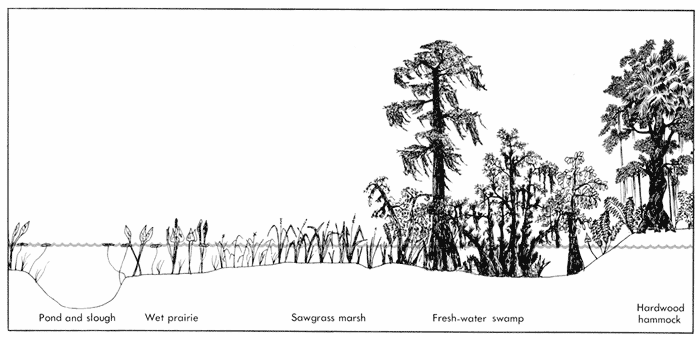
Sơ đồ một đầm lầy

## Một số đầm lầy trên thế giới

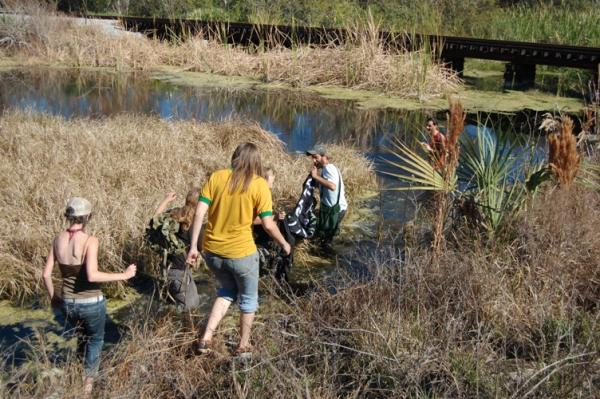
Đầm lầy Barley Barber

Trên thế giới có một số đầm lầy có diện tích lớn như đầm lầy Vasyugan là một đầm lầy lớn ở khu vực phía tây Siberia của Liên bang Nga, đây là một trong những đầm lầy lớn nhất thế giới, nó bao phủ một diện tích lớn hơn so với Thụy Sĩ. Đầm lầy Sudd ở đồng bằng sông Okavango của châu Phi. Đầm lầy Atchafalaya là đầm lầy lớn nhất tại Hoa Kỳ, ngoài ra còn các đầm lày khác như đầm lầy Everglades, đầm lầy Okefenokee, đầm lầy Barley Barber.

## Xem thêm

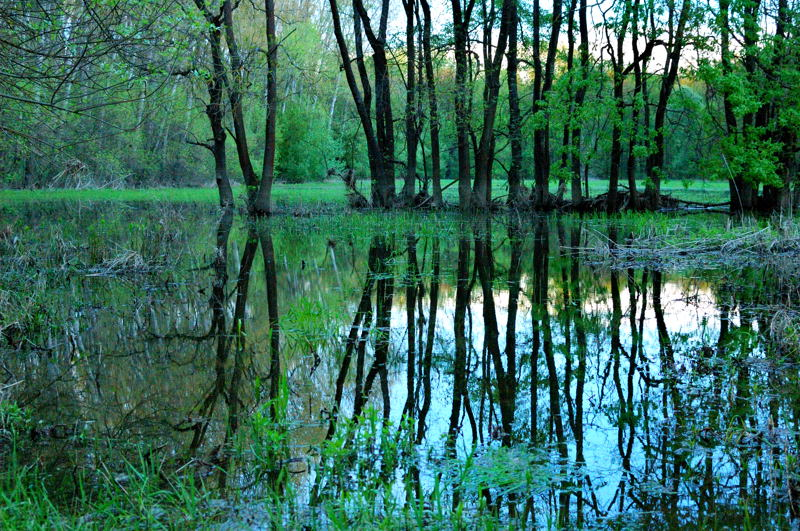
Một đầm lầy

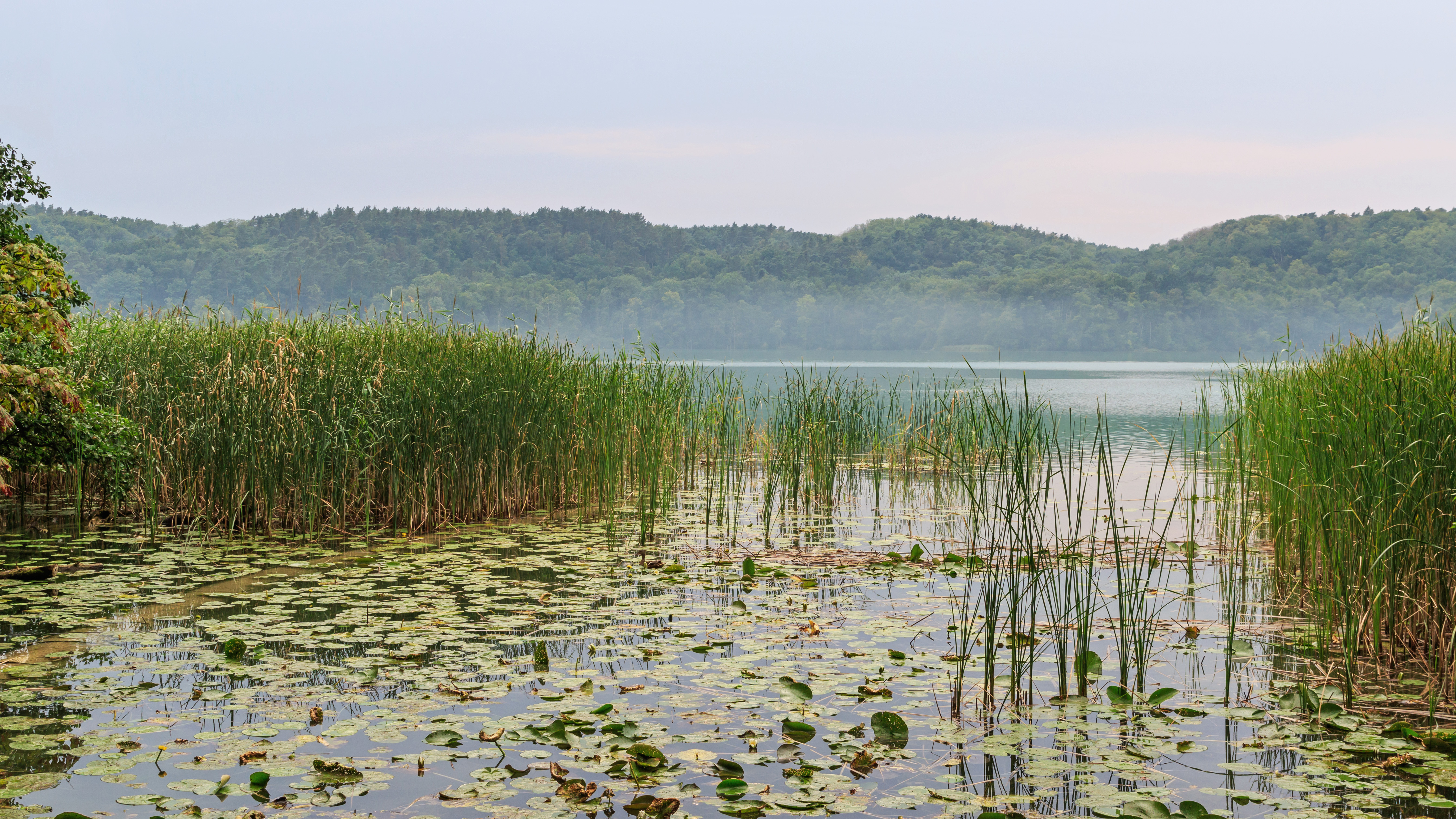
Một đầm lầy ở Đức